# Heteropteryx dilatata
Espèce
Heteropteryx dilalata  appelé aussi phasme géant de Malaisie ou phasme géant dilaté est une espèce de grands phasmes originaire des forêts humides de Malaisie, Java, Thaïlande, Sarawak et Sumatra.

## Description
Actif la nuit, ce grand phasme passe la journée totalement immobile, caché dans le feuillage dont il se nourrit. 
La femelle adulte, très spectaculaire, mesure environ 15 cm de long avec une belle couleur vert vif. Elle se fond à la perfection à son environnement. Ce phasme femelle ressemble à un gros fruit épineux, à un concombre sur pattes plus qu'à une feuille. La femelle porte des ailes vestigiales courtes et trapues ; bien que non-fonctionnelles pour voler, celles-ci sont fréquemment utilisées comme moyen de dissuasion.
Le mâle mesure environ 12 cm et son corps est beaucoup plus élancé que celui de la femelle. Il est d’un beau brun semblable à l'écorce d'arbre. Il a des ailes et peut voler au contraire de la femelle.
Mâles et femelles ont le corps couverts de piquants protecteurs, des pattes terminées par une paire de griffes recourbées et acérées pour s'accrocher ou se défendre, des yeux à facettes et deux longues antennes sensible aux déplacements de l'air.
H. dilatata n'est pas  lucifuge, il ne fuit pas la lumière. Il se contente de rester à l’endroit où il était à l’aurore. 

## Alimentation
Les nymphes et les adultes mangent le feuillage de nombreuses plantes dont celui du Durian, du Goyavier et du Manguier (mais aussi du Chêne, des Ronces (Rubus) et autres Rosacées, Merisier, Châtaignier ...).

## Reproduction

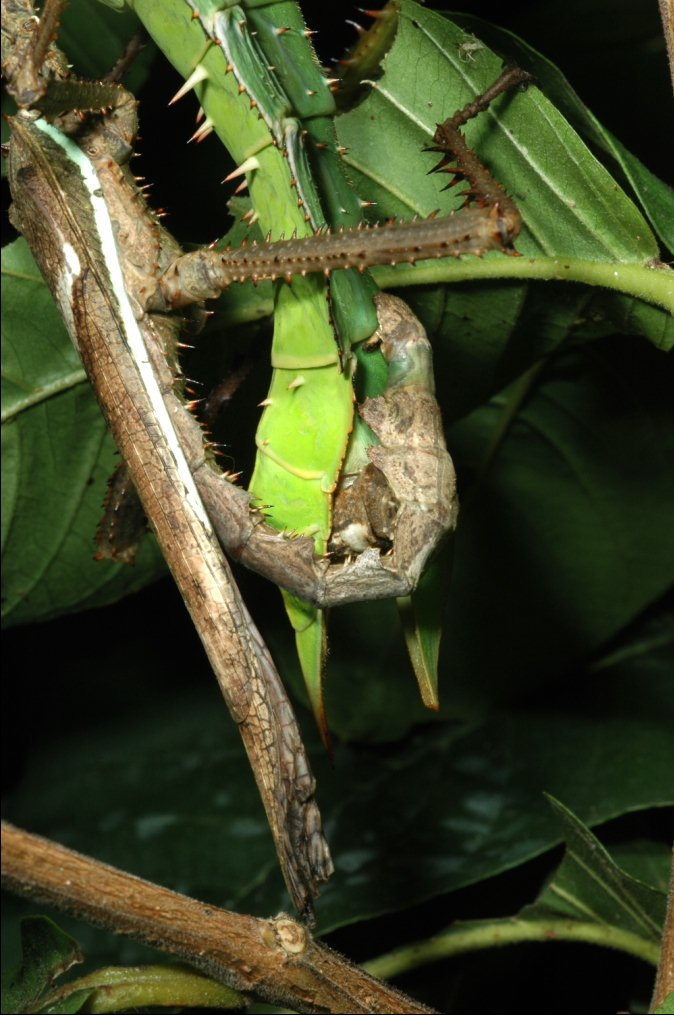
Accouplement.

Un mois après sa mue imaginale, la femelle commence à pondre, accouplée ou non, tandis que les mâles deviennent matures sexuellement au bout d’un peu plus de deux semaines.
Comme chez presque tous les phasmes, le mâle, quand il repère une femelle, l’enfourche et s’accouple. La copulation dure de nombreuses heures, voire jusqu'au lendemain. 
La femelle n’est pas limitée dans ses déplacement, ni dans ses activités comme se nourrir, car elle transporte le mâle sur son dos.

## Ponte

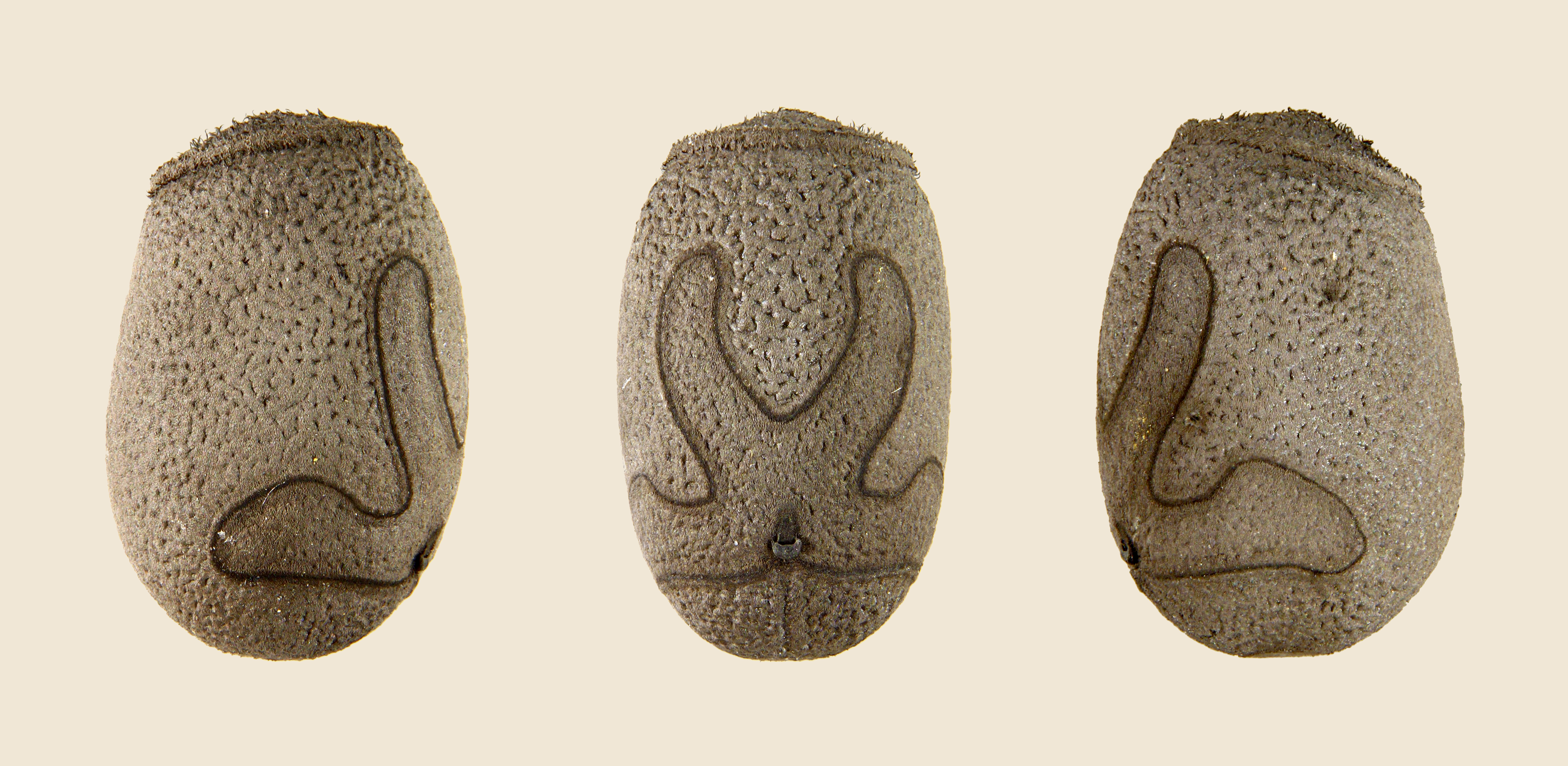
Agrandissement d'un œuf de Heteropteryx dilatata.

La femelle chargée d’œufs a un abdomen distendu et volumineux. Elle pond dans le sol un seul œuf à la fois. Elle descend alors de sa plante hôte et utilise son ovipositeur (oviscapte) pour enfoncer celui-ci dans le substrat et se leste de son œuf.  Elle peut pondre ainsi, 1, 2 ou même 3 œufs par nuit. Elle pond jusqu'à 150 œufs au cours de sa vie. 
Les œufs sont de teinte grisâtre plus ou moins nuancé et mesurent quelque 9 mm de long par 5 mm de diamètre. L'œuf d'H. dilatata est l'un des, voire le plus gros des œufs de phasmes.
L’incubation des œufs est très longue, entre 8 et 18 mois, quelquefois plus. Un certain pourcentage d’œufs n’écloront jamais.

## Biologie

### Moyens de défense

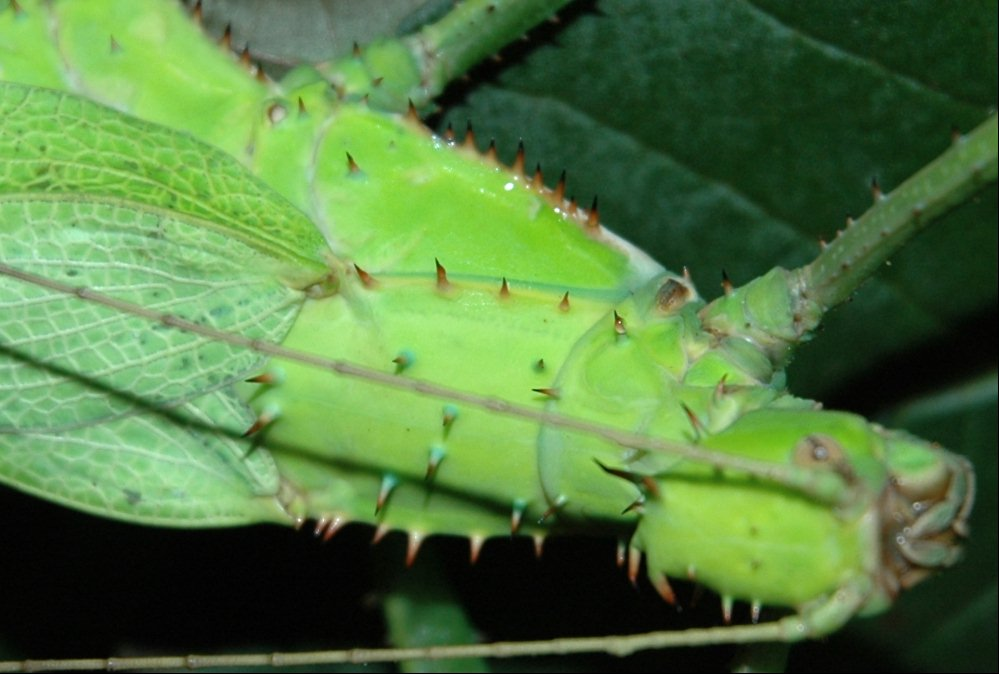
épines du thorax chez la femelle d'H. dilatata.

En frottant ses ailes les unes contre les autres, ce phasme produit un bruit, comme un froissement parfaitement audible. Le son est moins fort chez le mâle. En plus de l’effet sonore, H. dilatata utilise ses pattes arrière, très épineuses pour éperonner un éventuel prédateur. 
Dérangé, le phasme prend une posture d’intimidation, pattes arrière relevées et toutes grandes ouvertes. En les refermant, il transperce tout ce qui peut s'y retrouver.
Le phasme possède pour compléter son arsenal défensif, de nombreuses épines qui, bien que peu abondantes sur l’abdomen, couvrent son thorax, ce qui le rend, surtout chez la femelle, très difficile à saisir.
Comme ultime moyen de défense, jeunes comme adultes se laissent tomber, atterrissant souvent au sol ou sur une autre feuille ou branche.
Ils peuvent également faire le mort durant plusieurs dizaines de minutes (surtout les jeunes spécimens).

## Croissance
Les nouveau-nés de couleur brun–beige nuancé se fondent avec l’écorce. Ils mesurent environ 3 cm de long, avec dès la naissance, des différences morphologiques entre les deux sexes. Les mâles ont en effet une tache blanche sur l'abdomen bien reconnaissable, quant aux femelles elles sont reconnaissable à l'oviscapte, organe en forme de pointe au bout de l'abdomen qui servira à l'adulte à enterrer ses œufs. 
Ils resteront de la même couleur pendant les mues successives.
Les juvéniles n’ont pas les moyens de défense des adultes, sauf pour la thanatose, «faire le mort», rester dans un immobilisme complet et se laisser tomber au sol. Cette immobilité parfaite renforce le mimétisme pendant le jour. 
Grégaires, ils se rassemblent souvent sur la même jonction de branche, jonction de feuille ou même sur ou en dessous de celles-ci.
À la cinquième mue, les jeunes femelles prennent leur belle couleur vert vif et la conserveront. Elles auront encore deux mues pour devenir adultes. Les mâles passeront au brun foncé après la cinquième mue, ils sont d'ores et déjà adultes.

## Longévité
Le phasme ayant un cycle de vie très long, cela prend environ 12 mois aux jeunes pour devenir adultes.  La longévité totale peut aller de deux ans à trois ans. Incubation des œufs de 8 à 18 mois voire plus.

## Galerie photos

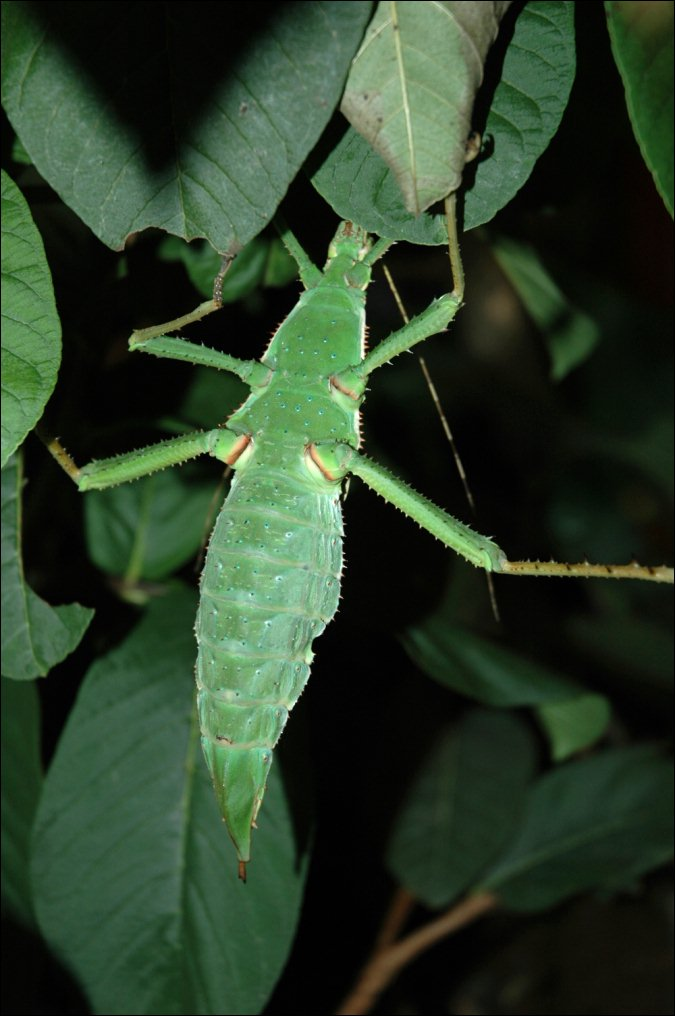
Femelle vue du dessous.
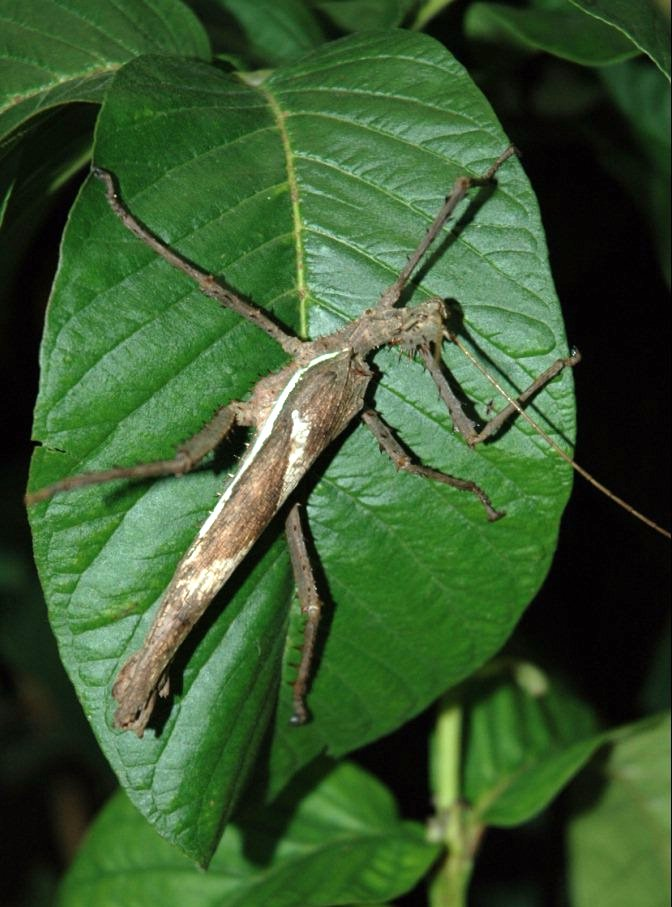
Mâle.
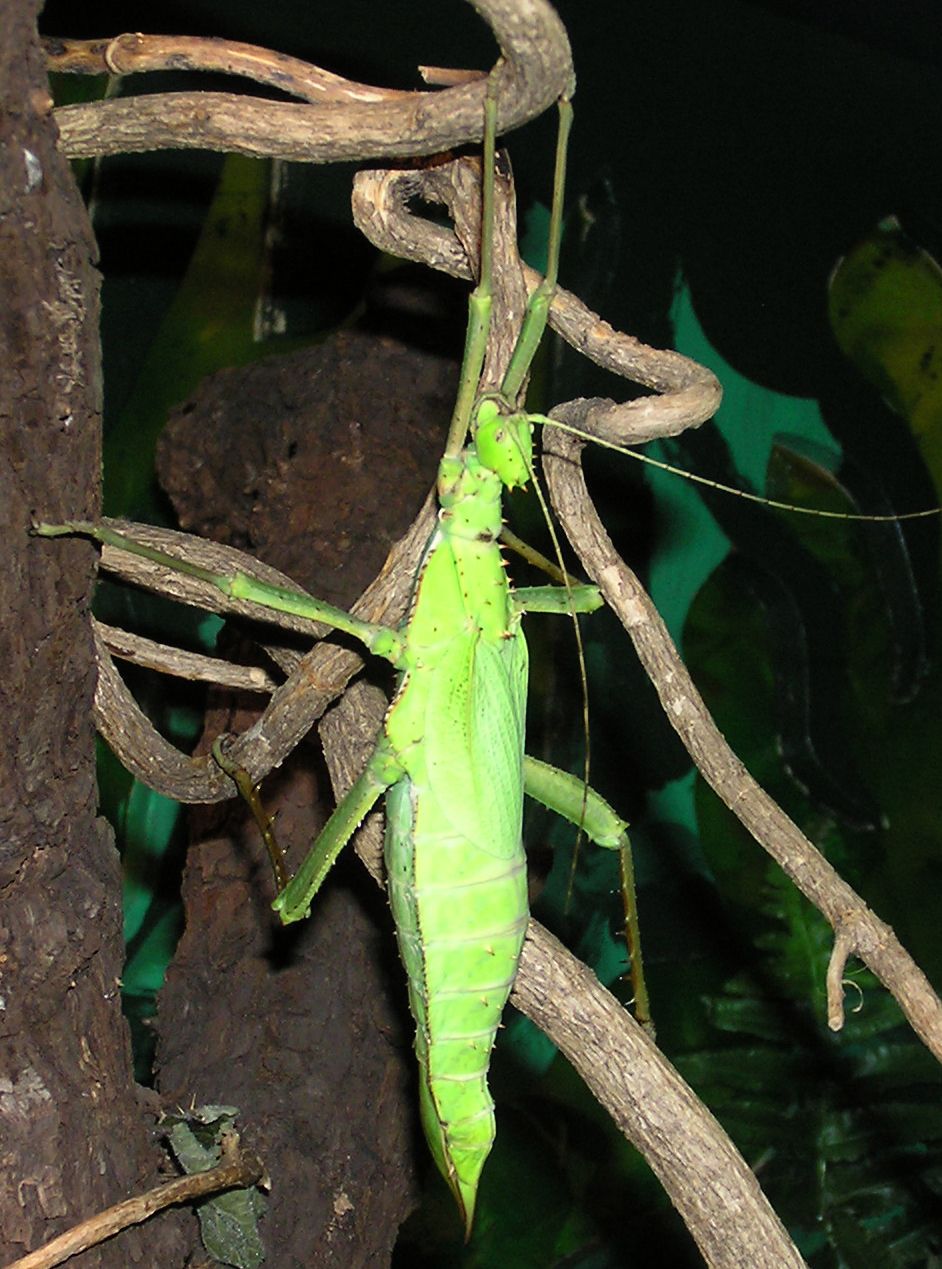
Femelle.
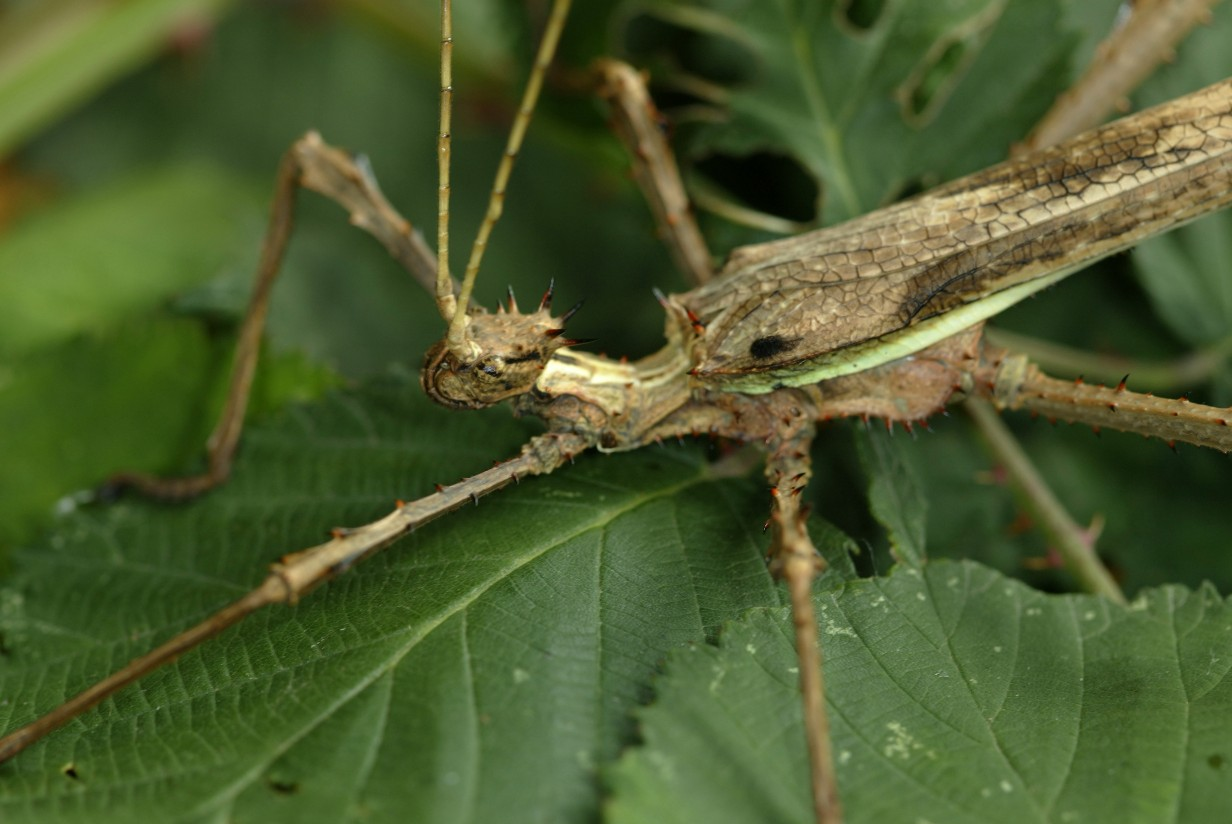
Mâle.
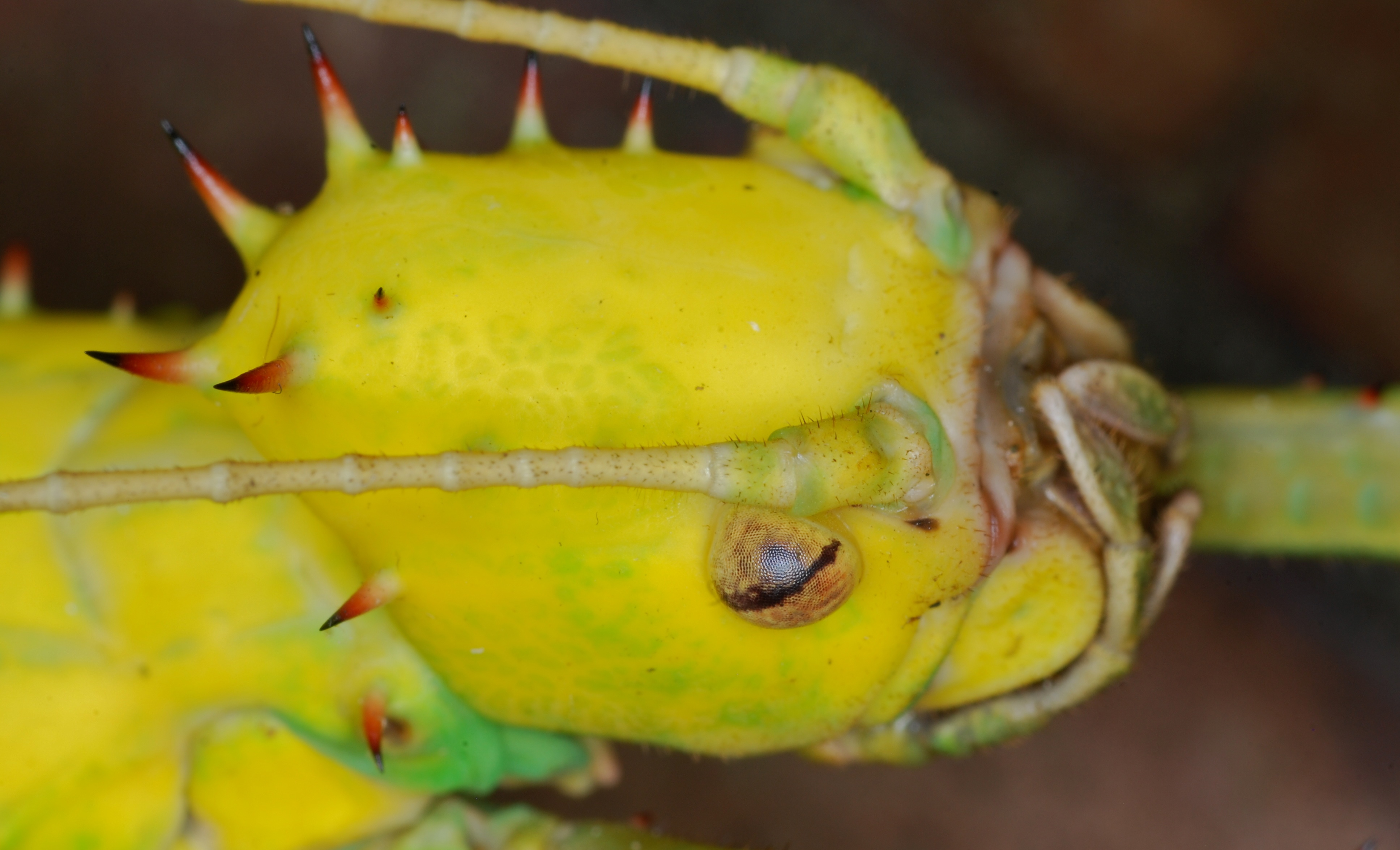
Détail de la tête ♀.

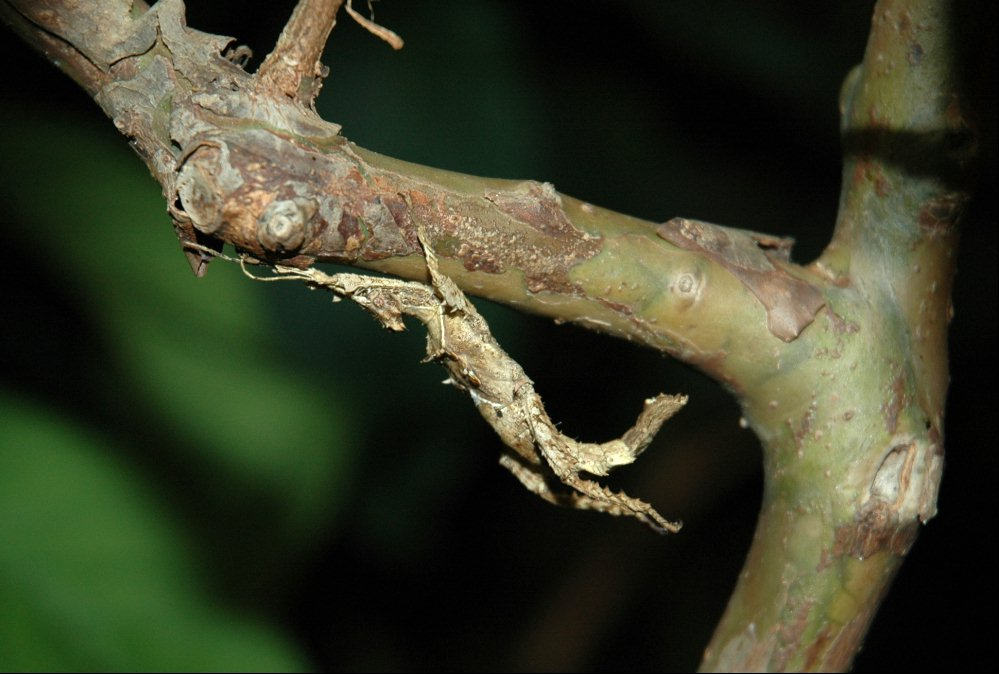
Un juvénile.
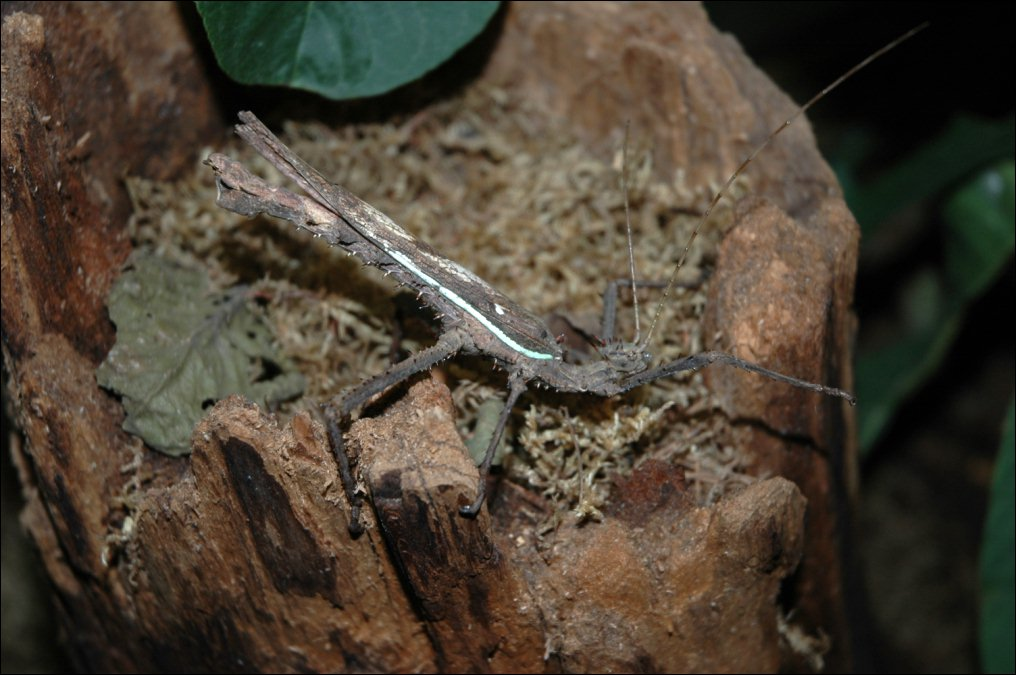
Mâle.
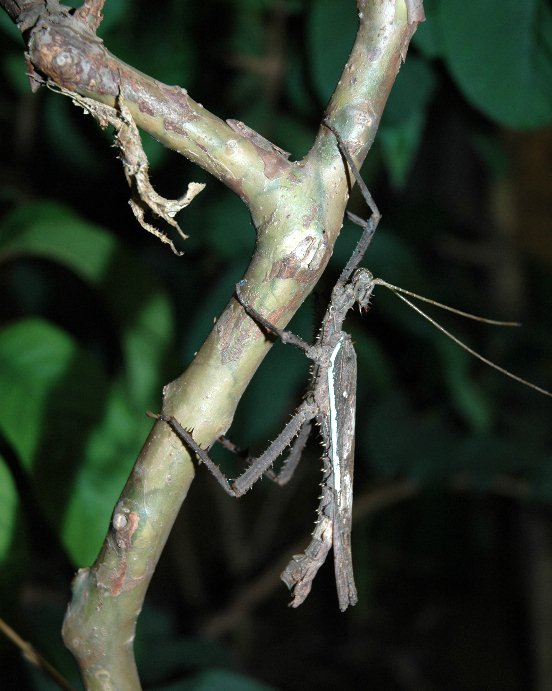
Mâle et juvénile.
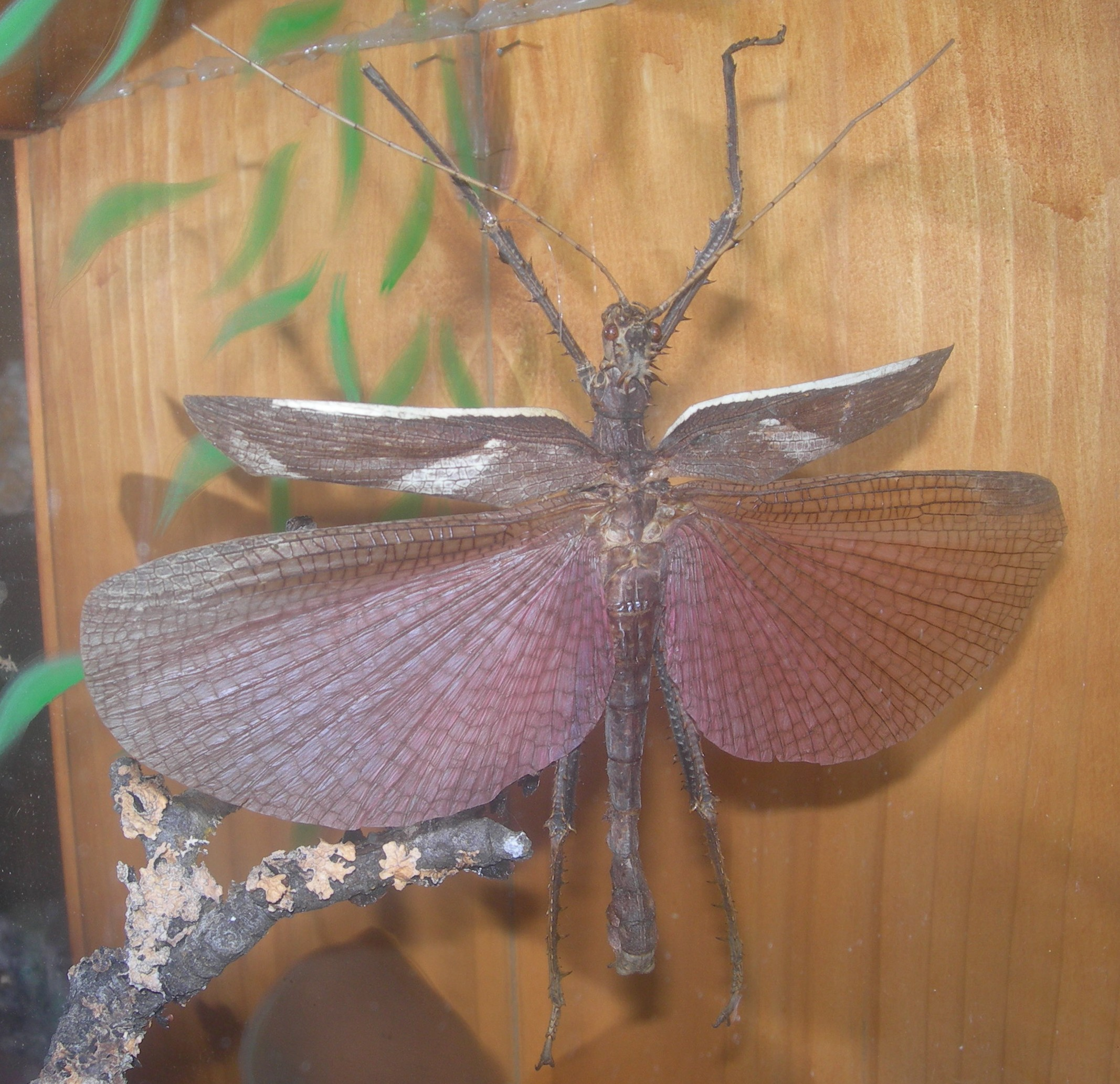
Mâle ailes déployées.

## Élevage
L’élevage d’H. dilatata demande de la patience car le cycle de vie de ce phasme est très long. Ce phasme s’élève assez facilement. 
Une cage proportionnelle à la grandeur de ces phasmes, une bonne humidité est recommandée avec une température moyenne de 21 °C à 26 °C. Noter qu’à  haute température, il est fréquent d’avoir plus de mâles. Et dépassé 28-29−30 °C, le taux de mortalité peut augmenter, surtout s'il n’y a pas une bonne ventilation de la cage. Fournir une photopériode de 14 à 16 heures.
Une bonne couche de terreau humide (Peat Most, sphaigne du Canada) au fond de la cage d’environ 10 cm d’épaisseur. Ce substrat, en plus de servir de lieu de ponte, assurera l’hygrométrie de la cage. Au besoin, on peut faire des vaporisations quotidiennes.
Comme tout élevage de phasmes, il faut bien prendre soin de s’assurer de ne jamais donner de plantes ayant eu un contact quelconque avec un insecticide quel qu’il soit, topique ou systémique. Les phasmes sont extrêmement sensibles à tout produit chimique. 
De même, dans certains cas, il faut éviter des changements de variétés de plantes trop drastiques. Il est recommandé de « partir » les nouveau-nés sur un petit nombre de variétés de plantes et de les maintenir sur celles-ci jusqu’à l’état adulte car il arrive parfois que, dues à un changement de plante, il y ait des mortalités. Ceci serait provoqué par le fait que les jeunes développeraient au tout début de leur vie, la faculté de dégrader certains types de plantes et non d’autres.
Les jeunes peuvent être gardés avec les adultes.

## Cas de gynandromorphisme chezHeteropteryx dilatata
Les cas de gynandromorphismes sont assez fréquent chez Heteropteryx dialtata comme chez Eurycantha calcarata.

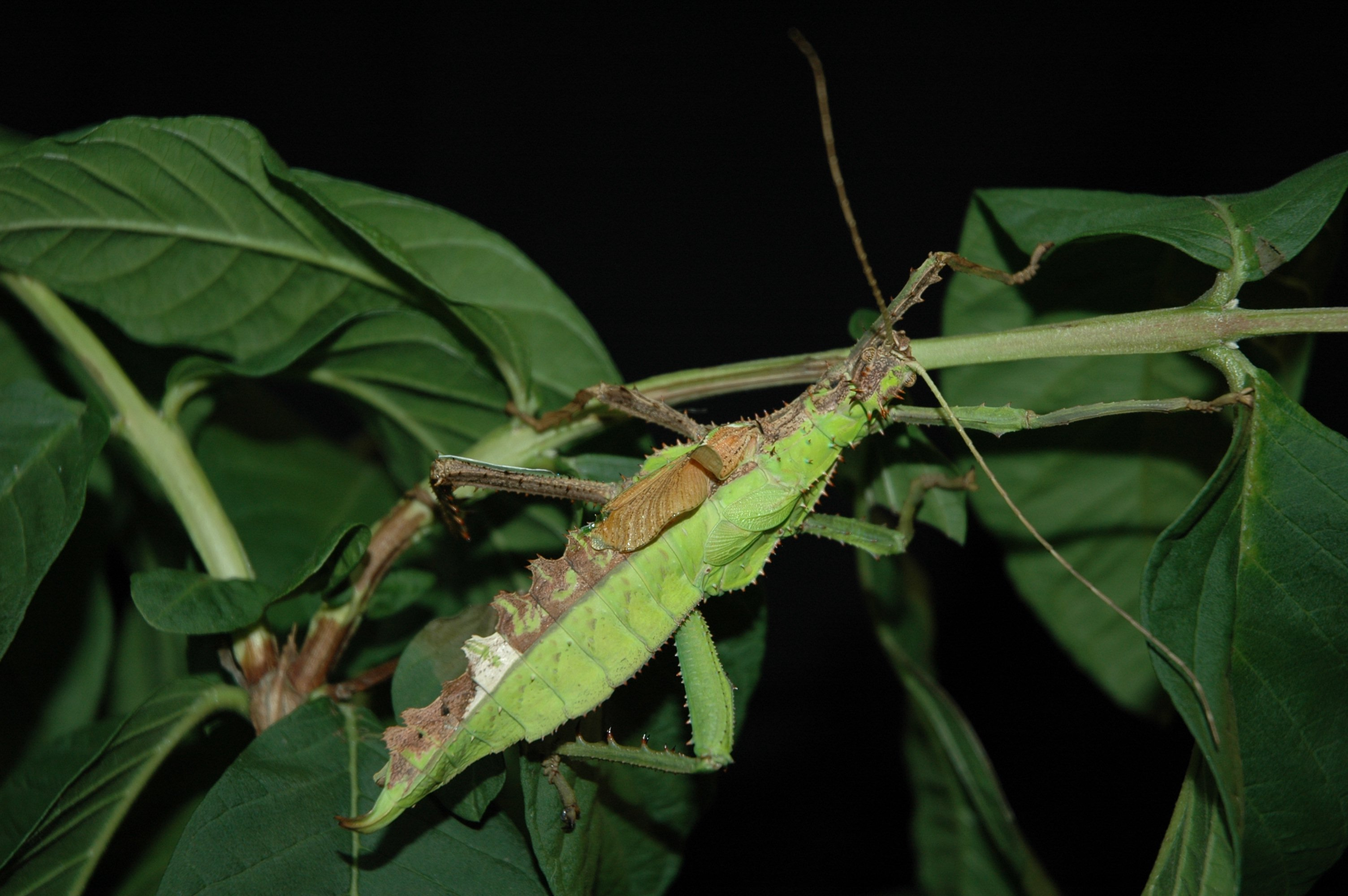
gynandromorphe d'H. dilatata.
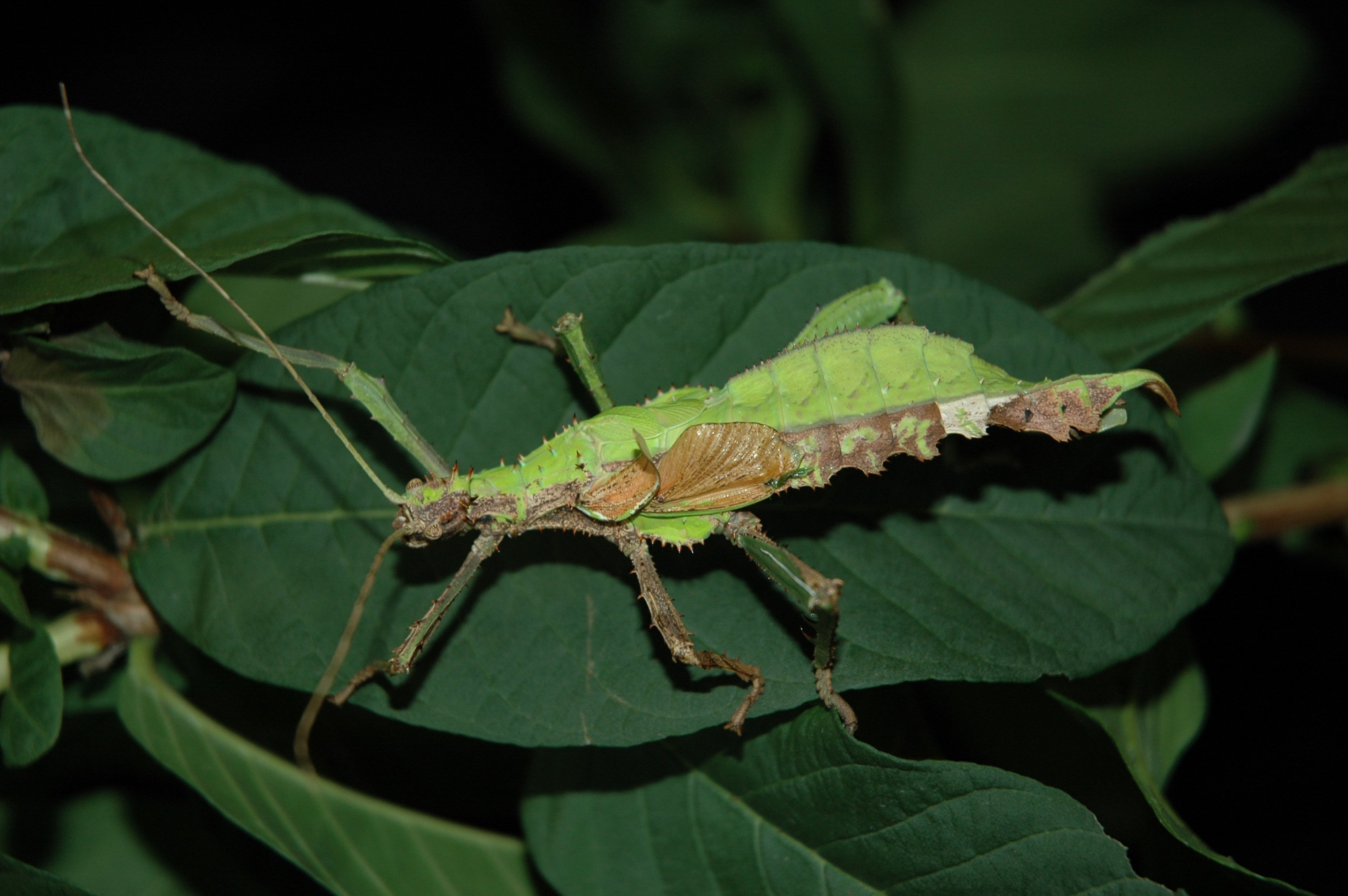
gynandromorphe d'H. dilatata.
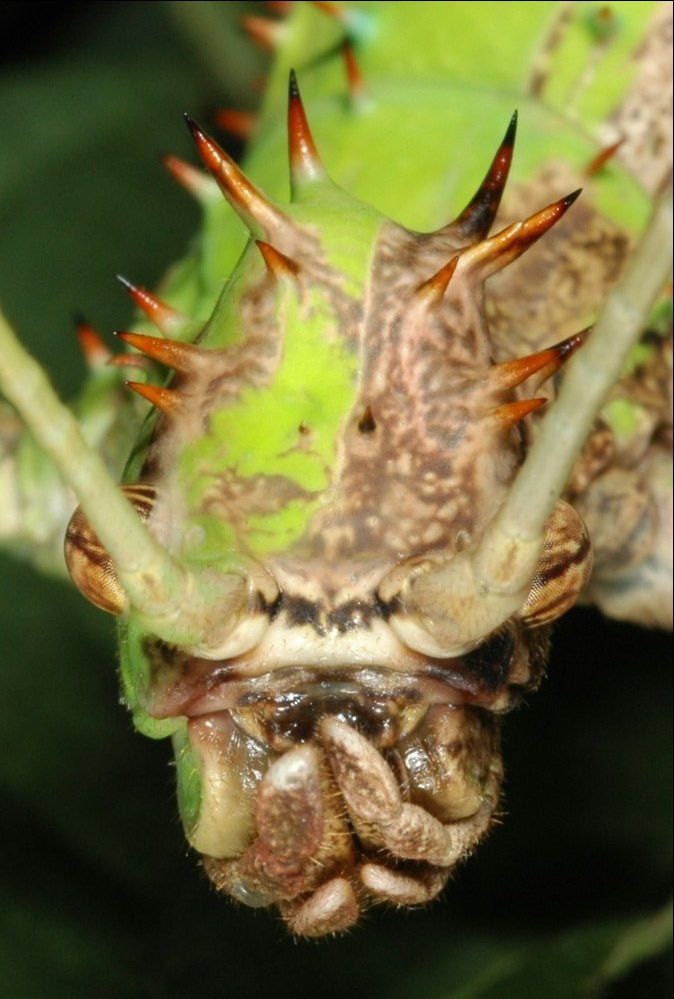
tête en gros plan de gynandromorphisme bilatéral chez une femelle d'H. dilatata.

## Sources
- (en) The Amazing World of Stick and Leaf-Insects, Paul D. Brock, Ed: A.E.S., Vol. 26, ill. 165 p.
- (en)A Complete Guide to Breeding Stick and Leaf Insects; Paul D. Brock, Éd : T.F.H Kingdom Books, 2000. 64 pages.
- (en) An Illustrated Guide to the Stick and Leaf Insects of Peninsular Malaysia and Singapore; Francis Seow-Choen, Éd : Natural History Publication (Bornéo), 2000,  173 pages.
- (en) How to Keep Stick Insects; M. Byron, Éd : Fitzgerald  Publishing. (London).